# Challis (cràter)

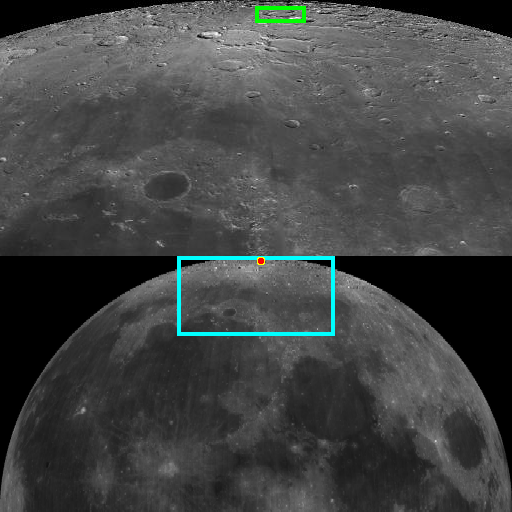
Localització de Challis en el globus lunar

Challis és un cràter d'impacte que es troba a les regions del nord de la cara visible de la Lluna, prou prop de l'extremitat per aparèixer amb un escorç considerable quan s'observa des de la Terra. Està superposat al cràter Main a través d'un trencament en el bord nord, i està prop de Scoresby al llarg del costat sud-est.
La vora d'aquest cràter ha estat danyat i erosionat per una història d'impactes, amb la part més intacta situada al llarg de la meitat del sud-est. Un petit cràter es troba a l'altre costat de la ribera sud, i la vora restant és irregular i amb osques. El sòl interior de Challis i de Main, comú a tots dos, va experimentar una segona formació, per la qual cosa es presenta relativament anivellat. Aquesta superfície està marcada per nombrosos petits cràters.

## Cràters satèl·lit
Per convenció aquests elements són identificats en els mapes lunars posant la lletra en el costat del punt mitjà del cràter que està més prop de Challis.
|         | \| Challis \| Coordenades \| Diàmetre \| \| ------- \| ---------------------------------- \| -------- \| \| A \| 77° 12′ N, 2° 18′ E / 77.2°N,2.3°E \| 32 km \| |          |
| Challis | Coordenades | Diàmetre |
| A       | 77° 12′ N, 2° 18′ E / 77.2°N,2.3°E | 32 km    |